# セルバレイラム

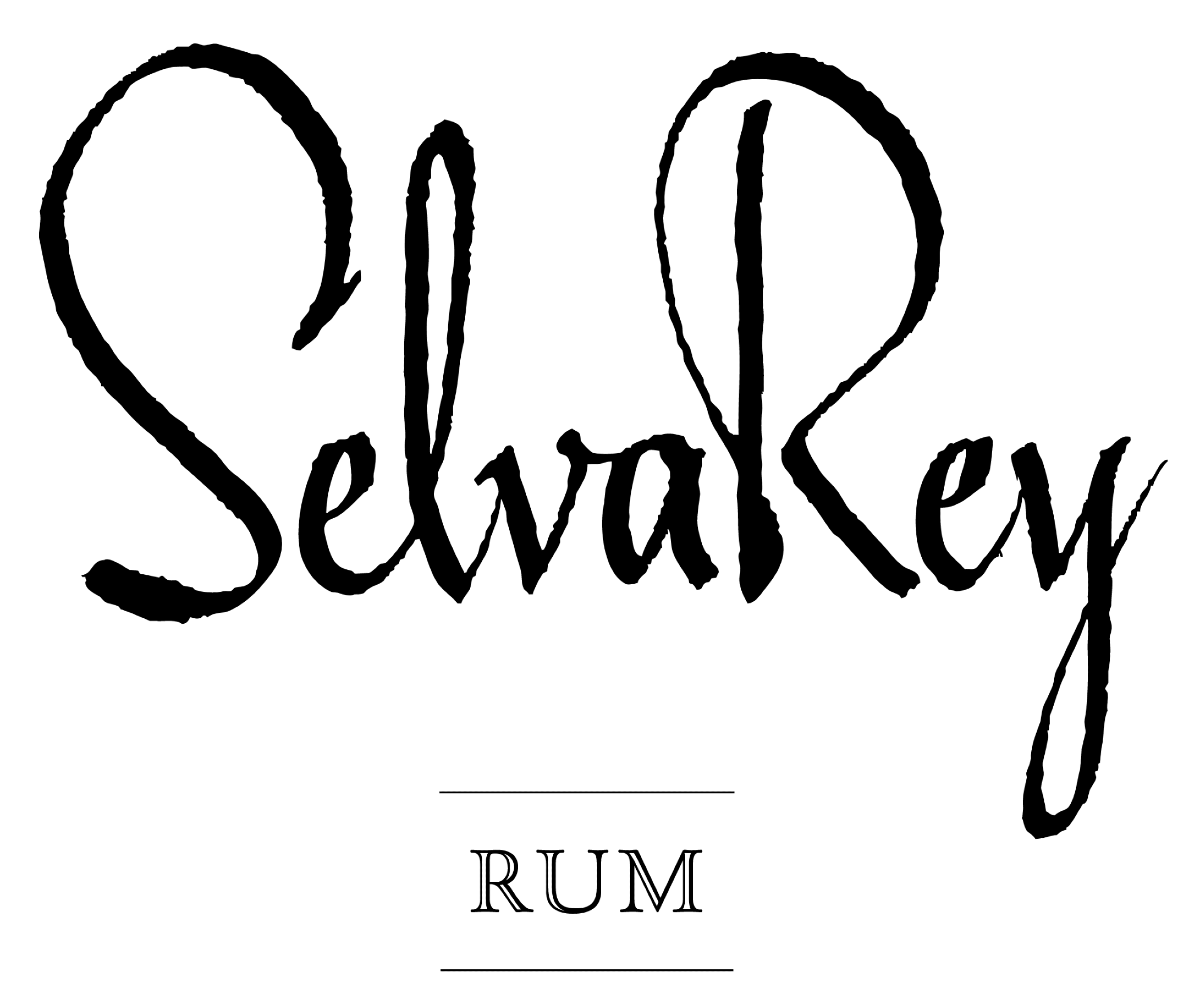
セルバレイラムのロゴマーク

セルバレイラム（SelvaRey Rum）は、アメリカ合衆国を拠点とする高級ラム酒ブランドである。2014年に設立された。歌手のブルーノ・マーズがプロデュースを行う。
製造はパナマのペセの蒸留所で、マスターブレンダーのフランシスコ「ドン・パンチョ」フェルナンデス（Francisco 'Don Pancho' Fernandez）の手によって古い銅製の連続式蒸留機で行われ、ホワイト（White）、チョコレート（Chocolate）、ココナッツ（Coconut）の他、本数限定のオーナーズ・リザーブ（Owner’s Reserve）が生産されている。
ブランド名はスペイン語で「ジャングルの王」という意味を持ち、ゴリラを指している。これは、パナマの荒野に蒸留所とサトウキビ畑を切り開いたマスターブレンダーのドン・パンチョにちなんでいる。
現在はアメリカ、日本、中国で販売されている。

## 沿革
- 2014年 - ブランド設立。

- 2017年 - コートーコーポレーションが公式輸入代理店となり、日本初上陸。12月11日から25日の期間限定で、セルバレイラムのラム酒が楽しめるスペシャルバー「セルバレイ・ブルーノ・バー」が銀座ロフトに誕生した。[2]。

- 2018年
  - 2月8日～11日 - バーニーズ・ニューヨーク新宿店で期間限定の「セルバレイ・ブルーノ・バー」を出店。
  - 3月10日 - バーニーズ・ニューヨーク神戸店で1日限定の「セルバレイ・ブルーノ・バー」を出店[3]。
  - 4月11日～15日（13日は休演） - さいたまスーパーアリーナで行われたブルーノ・マーズの24K Magic World Tourの会場内で、セルバレイラムのプロモーションやカクテル販売が行われた。また、このツアーに合わせ、4月6日から15日にかけて、ブルーノの来日に合わせて六本木の飲食店やナイトクラブが全面バックアップした「セルバレイ・ブルーノ・バー in六本木」が開催された[4]。

- 2020年 - 5月、商品パッケージリニューアルと共に「オーナーズ・リザーブ・ラム」の販売開始。

- 2021年 - 6月、新作「ココナッツ・ラム」の販売開始[5]。

## ラインナップ
- ホワイト・ラム（White Rum） - アメリカンオークの樽で3年と5年熟成されたラムをブレンドし、カーボンフィルターで風味を残しつつ色のみを除去したもの。さっぱりとしたまろやかな味わいが特徴。
- チョコレート・ラム（Chocolate Rum） - 天然チョコレートエッセンスと5年熟成されたラムをブレンド。繊細な味わいが特徴。
- ココナッツ・ラム（Coconut Rum） - 2年熟成されたラムにココナッツエッセンスをブレンド[5]。
- オーナーズ・リザーブ・ラム（Owner’s Reserve Rum） - 15年から25年熟成されたラムをブレンドしたもの。非常に高級であり、本数限定となっている。

## 受賞歴
- Chairman’s Trophy, Excellent Highly Recommended
- 2014 RumXP Gold Award, Miami Rum Festival
- 2015 Double Gold Winner, Best White Rum
- SelvaRey White, 94 Pts, Highest rated white rum in the history of the magazine
- SelvaRey Cacao, 95 Pts, Highest rated flavored spirit in the history of the magazine